# 7433 Pellegrini
7433 Pellegrini eller 1993 KD är en asteroid i huvudbältet som upptäcktes den 21 maj 1993 av Farra d'Isonzo-observatoriet i Farra d'Isonzo. Den är uppkallad efter den italienska amatörastronomen Guglielmo Pellegrini.
Asteroiden har en diameter på ungefär 3 kilometer.